# 古晋旧法庭
1°33′34.7″N 110°20′41.2″E / 1.559639°N 110.344778°E
古晋旧法庭是一座建立于19世纪中期的政府机构和司法机构建築。

## 历史
古晋旧法庭的历史最早可追溯至19世纪布洛克家族统治砂拉越时期的1870年，由詹姆斯·布魯克下令建造该建筑，其目的主要是行政单位與司法机构。该建筑在1874年竣工，1883年增设钟楼。

2000年，砂拉越行政机构正式搬离该建筑。至此该建筑正式完成了行政使命，2003年改为砂拉越旅游综合中心。

## 查爾斯紀念碑
查爾斯紀念碑，英語：“Brooke Memorial”。該紀念碑位於古晉舊法庭的大鐘樓正前方，1917年5月17日查爾斯·布洛克在病後於該日逝世。在查爾斯去世後由其兒子查爾斯·溫納·布洛克繼任為第三任白人拉惹（也是砂拉越的末代拉惹），後為了紀念查爾斯為砂拉越所做出的功績。因此在1924年建立了該紀念碑，名為“查爾斯紀念碑”。

## 备注
1. ↑  . 古晋古今.   [2008-11-25]. 原始内容存档于2023-05-25.
2. ↑  . 砂拉越旅游观光局.   [2018年]. （原始内容存档于2023-06-05）.
3. ↑  . 人间烟火.   [2020-03-08]. （原始内容存档于2023-09-29）.
4. ↑  . Sarawak Tourism.   [2019-04-01]. （原始内容存档于2023-09-29）.